# Президент Республіки Корея
Президент Республіки Корея (кор. 대한민국 대통령, теханмінґук детунньон) — глава держави в Південній Кореї, очолює виконавчу владу і є верховним головнокомандувачем Збройних сил Республіки Корея. Важливою особливістю посади президента Республіки Корея є відсутність можливості переобиратися на другий і наступні терміни. 
Президент скликає та очолює Раду національної безпеки.

## Історія
До створення Першої республіки в 1948 році Тимчасовий уряд Республіки Корея був створений у Шанхаї у вересні 1919 року як продовження кількох урядів, проголошених після Березневого руху на початку того ж року, який координував опір японському правлінню. Легітимність Тимчасового уряду була визнана Південною Кореєю в оригінальній Конституції 1948 року та чинній Конституції 1987 року.
З 1988 року президентський термін встановлюється на 5 років. Раніше він становив 4 роки з 1948 по 1972 рік, 6 років з 1972 по 1981 рік і 7 років з 1981 по 1988 рік. З 1981 року президенту заборонено переобратися.

## Повноваження та обов'язки президента
Конституція Південної Кореї визначає обов'язки та повноваження президента.
Президент зобов'язаний:
- дотримуватись Конституції
- охороняти національну безпеку Південної Кореї
- працювати над мирним возз'єднанням Кореї, зазвичай виступати в якості голови Консультативної ради мирного об'єднання

Також президент наділяється повноваженнями:
- як голова виконавчої гілки влади
- як головнокомандувач збройних сил Південної Кореї
- оголосити війну
- проводити референдуми з питань загальнодержавного значення
- видавати розпорядження
- видати медалі на честь заслуг перед нацією
- видавати помилування
- оголосити надзвичайний стан із призупиненням дії всіх законів або запровадження воєнного стану
- накладати вето на законопроєкти (за умови подолання вето більшістю у дві третини голосів Національними зборами)

Якщо Національні збори проголосують проти рішення президента, воно негайно оголошується недійсним.
Президент може виносити важливі політичні питання на всенародний референдум, оголошувати війну, укладати мирні та інші договори, призначати вищих державних службовців і давати амністію (за згодою Національних зборів). Під час серйозних внутрішніх чи зовнішніх потрясінь чи загроз, або економічних чи фінансових криз президент може взяти на себе надзвичайні повноваження «для підтримки національної безпеки або громадського спокою та порядку». Надзвичайні заходи можуть бути вжиті лише тоді, коли Національні Збори не засідають і коли немає часу для їх скликання. Заходи обмежені «необхідним мінімумом».
Конституція 1987 року вилучила чіткі положення Конституції 1980 року, які дозволяли уряду тимчасово призупиняти свободи та права людей. Однак президенту дозволяється вживати інших заходів, які можуть змінити чи скасувати діючі закони на час кризи. Незрозуміло, чи можуть такі надзвичайні заходи тимчасово призупинити дію частини самої Конституції. Надзвичайні заходи повинні бути передані на погодження Національним зборам. Якщо парламент не схвалить надзвичайні заходи, вони можуть бути скасовані; будь-які закони, які були скасовані президентським указом, відновлюють свою первісну дію. У цьому відношенні влада законодавчої влади затверджується більш енергійно, ніж у випадках ратифікації договорів або оголошення війни, коли Конституція просто зазначає, що Національні збори «мають право погоджуватися» на дії президента.
Конституція 1987 року зазначає, що президент не має права розпускати Національні збори.

## Організація
Президенту допомагають співробітники Офісу Президента на чолі з генеральним секретарем рангу міністра.
Окрім Державної ради або кабінету міністрів, глава виконавчої влади покладається на кілька конституційних органів.
Ці конституційні органи включають Раду національної безпеки, яка дає поради щодо зовнішньої, військової та внутрішньої політики, що стосується національної безпеки. У 1990 році рада під головуванням президента має членів за посадою: прем’єр-міністра, віце-прем’єр-міністра, міністрів закордонних справ, внутрішніх справ, фінансів і національної оборони, директора Агентства планування національної безпеки (ANSP), яке до грудня 1980 року було відомо як Центральне розвідувальне управління Кореї (KCIA), та інших осіб, призначених президентом.
Іншим важливим органом є Консультативна рада мирного об’єднання, заснована в червні 1981 року під головуванням президента. З самого початку цей орган не мав жодної політичної ролі, а радше слугував урядовим комітетом і засобом виплати політичних винагород, надаючи великій кількості високопоставлених осіб та інших осіб з титулами та можливістю періодично зустрічатися з президентом та іншими високопосадовцями.
З 1990 році президенту також допомагає Ревізійно-інспекційна рада. На додаток до перевірки рахунків усіх державних установ, рада перевіряє адміністративну діяльність урядових установ і державних службовців. Його висновки повідомляються президенту та Національним зборам, які самі мають широкі повноваження перевіряти роботу бюрократичного апарату згідно з положеннями Конституції. Членів ради призначає президент.

## Імпічмент
Процедура імпічменту прописана в Конституції. Якщо президент, прем'єр-міністр або інші члени Уряду порушують Конституцію або інші закони, Національні збори можуть оголосити їм імпічмент.
Для ухвалення постанови про імпічмент, така постанова має бути запропонована однією третиною та схвалена більшістю членів Національних зборів. У випадку імпічменту Президента така пропозиція має бути запропонована більшістю та схвалена більшістю у дві третини або більше від загального складу Національних зборів.
Будь-яка особа, щодо якої було подано пропозицію про імпічмент, має бути відсторонена від виконання повноважень до моменту винесення остаточного рішення Конституційного суду про імпічмент, а рішення Національних зборів про імпічмент не може поширюватися далі, ніж усунення з державної посади. Проте імпічмент не звільняє особу від цивільної чи кримінальної відповідальності за такі порушення.
Конституційний суд повинен прийняти остаточне рішення протягом 180 днів після отримання будь-якої справи для розгляду, включаючи справи про імпічмент. Якщо особа вже залишила посаду до проголошення рішення, справа припиняється.

## Резиденція
Чхонваде (청와대, 靑瓦臺) або Синій дім — комплекс, побудований на королівському саду епохи Чосон. Це комплекс із кількох будівель, побудованих переважно в традиційному корейському архітектурному стилі з деякими сучасними архітектурними елементами та спорудами. Чхонваде складається з головного офісного залу Бонґван, президентської резиденції, державного будинку прийомів Йонбінґван та кількох інших будівель і споруд. Весь комплекс займає приблизно 250 тис. м² або 62 акра.
Хоч Синій дім служить резиденцією Президента, він є однією з найбільш захищених офіційних резиденцій в Азії.

## Компенсації та посадові привілеї
Станом на 2021 рік президент отримує зарплату в розмірі ₩240 648 000 разом із нерозкритим рахунком витрат для покриття подорожей, товарів і послуг під час перебування на посаді.
Крім того, президентура республіки підтримує Чонрі Ґонгван («Офіційна резиденція прем'єр-міністра») і офіс прем'єр-міністра в Сеулі. Чонрі Ґонгван є офіційною резиденцією та офіційним робочим місцем прем'єр-міністра. Прем'єр-міністру дозволено використовувати всі інші офіційні урядові установи та резиденції. Президент також має багато регіональних офісів, особливо у великих містах, готових прийняти президента в будь-який час. Хоча це не резиденції, вони належать національному уряду і використовуються, коли президент перебуває в регіоні чи місті.
Для подорожей по землі президент використовує сильно модифікований позашляховик Hyundai Nexo, який служить президентським державним транспортним засобом. Для авіаперельотів президент використовує сильно модифікований літак, який є військовою версією Boeing 747-8 з позивним Code One, і сильно модифікований вертоліт, який є військовою версією Sikorsky S-92, який служить президентським гелікоптером.

## Після президентства
Усі колишні президенти отримують довічну пенсію та службу безпеки президента. На відміну від прем'єр-міністра, колишній президент не може відмовитися від захисту своєї охорони. Останніми роками південнокорейські президенти, як правило, мають суперечливі періоди свого президентства; четверо з останніх шести відсиділи у в'язниці.
Президенти, яким оголошено імпічмент, позбавляються таких постпрезидентських пільг, як пенсія, безкоштовні медичні послуги, державне фінансування відділень після виходу на пенсію, особистих помічників і шофера, а також права на поховання на Сеульському національному кладовищі після смерті. Однак такі особи все ще мають право на охорону відповідно до Закону про президентську безпеку.

## Список президентів

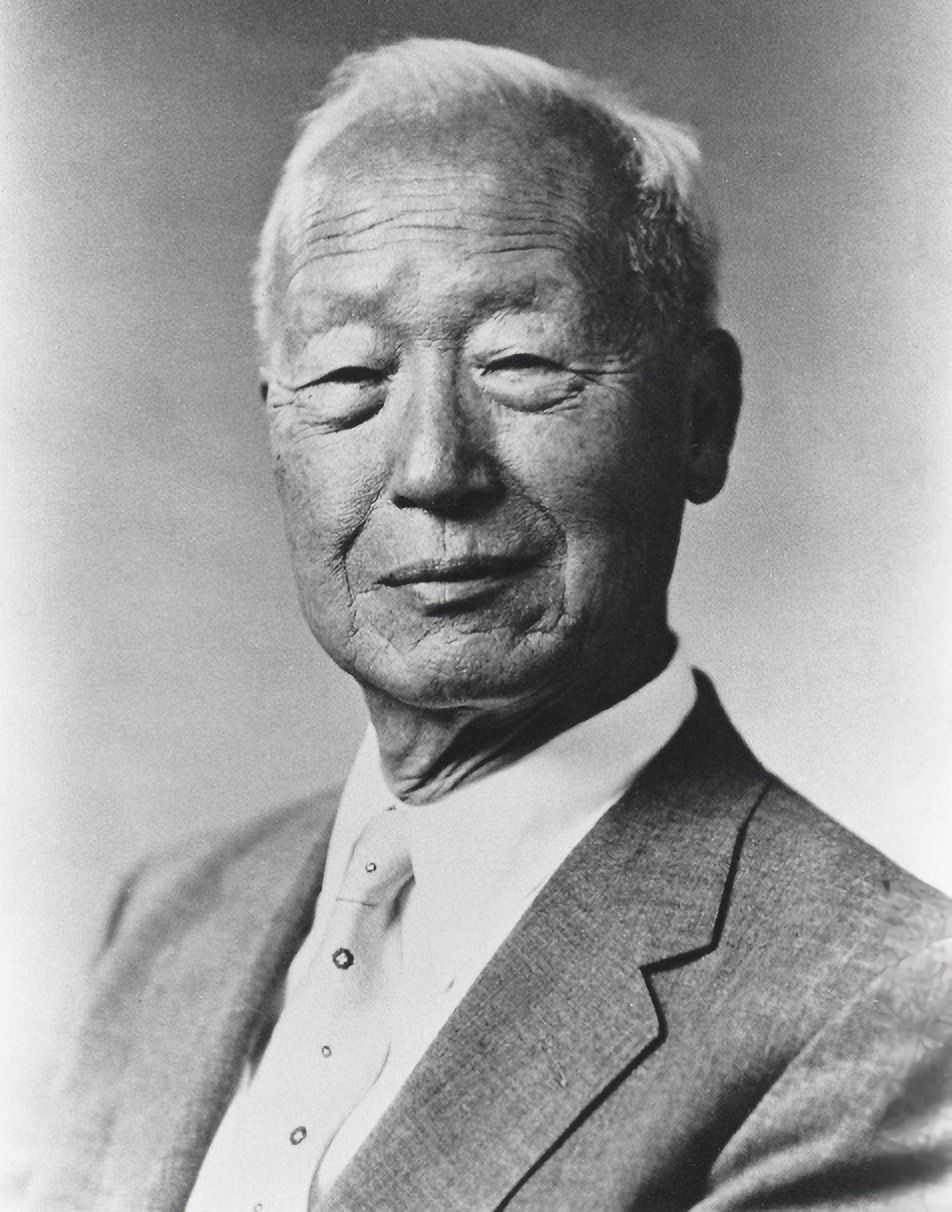
1-й: Лі Синман (1948–1960)
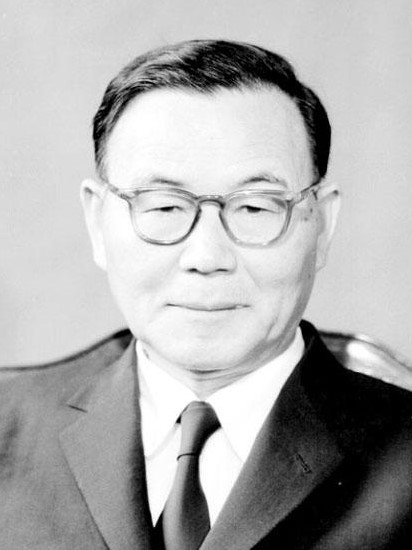
2-й: Юн Бо Сон (1960–1963)
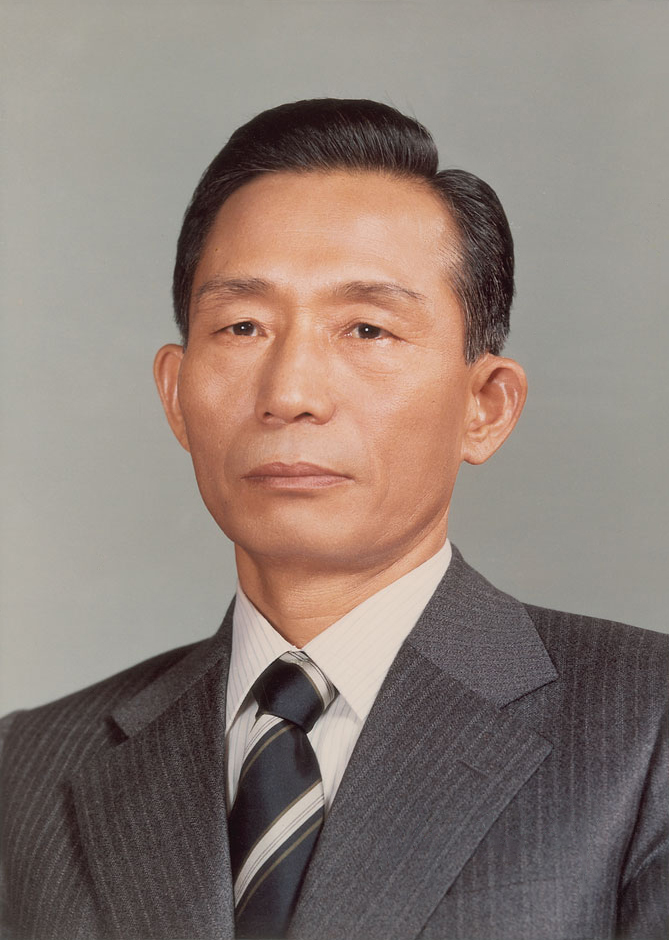
3-й: Пак Чон Хі (1963–1979)
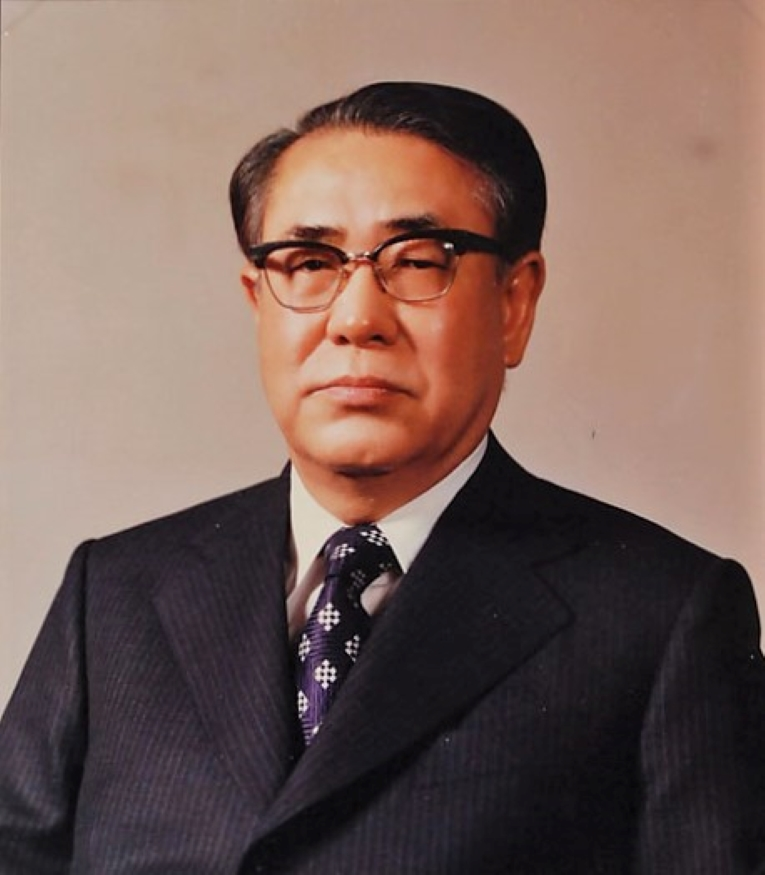
4-й: Чхве Гю Ха (1979–1980)
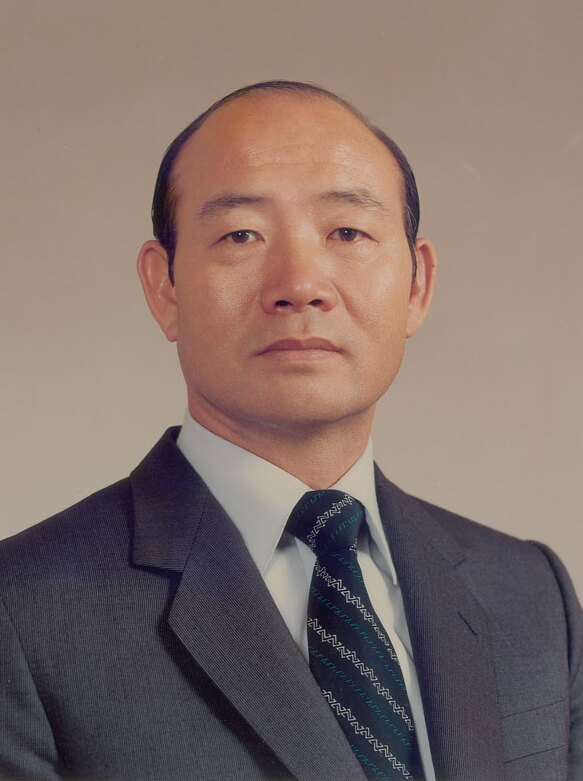
5-й: Чон Ду Хван (1980–1988)
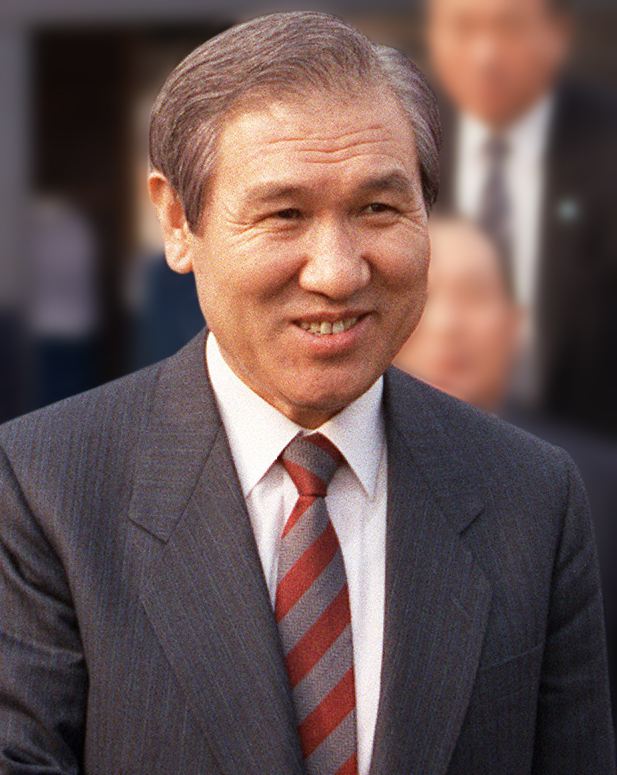
6-й: Ро Де У (1988–1993)
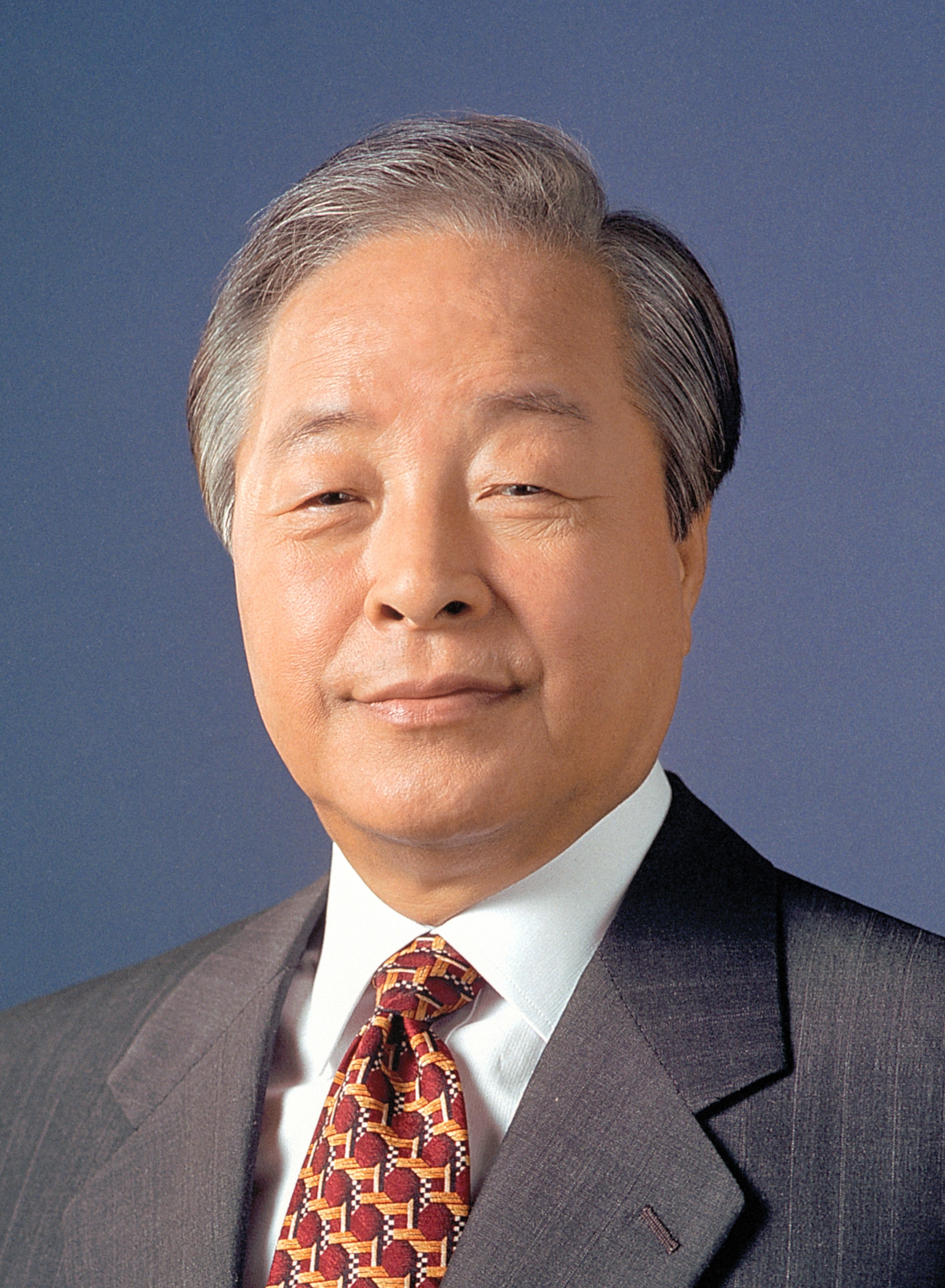
7-й: Кім Йон Сам (1993–1998)
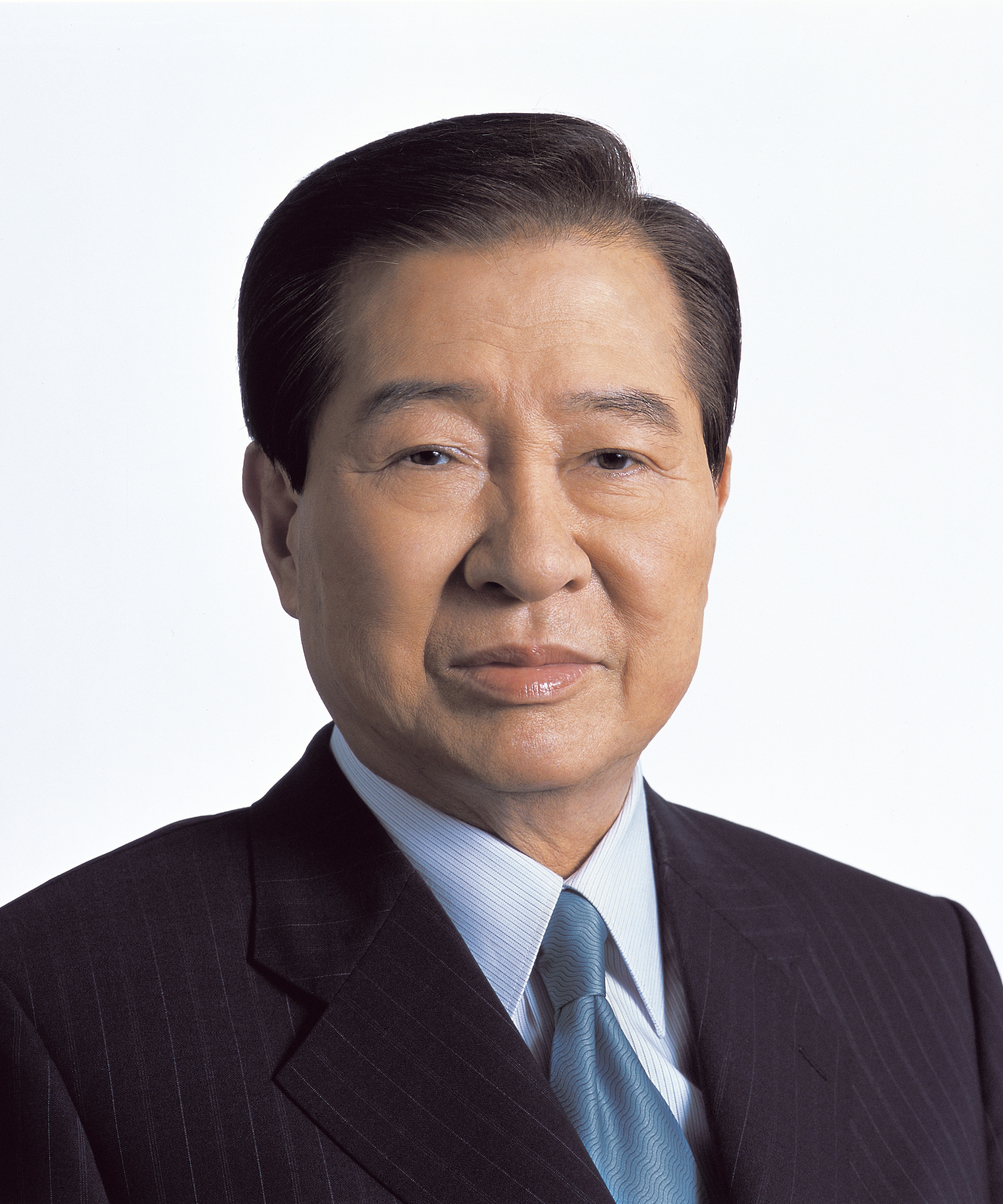
8-й: Кім Де Чжун (1998–2003)
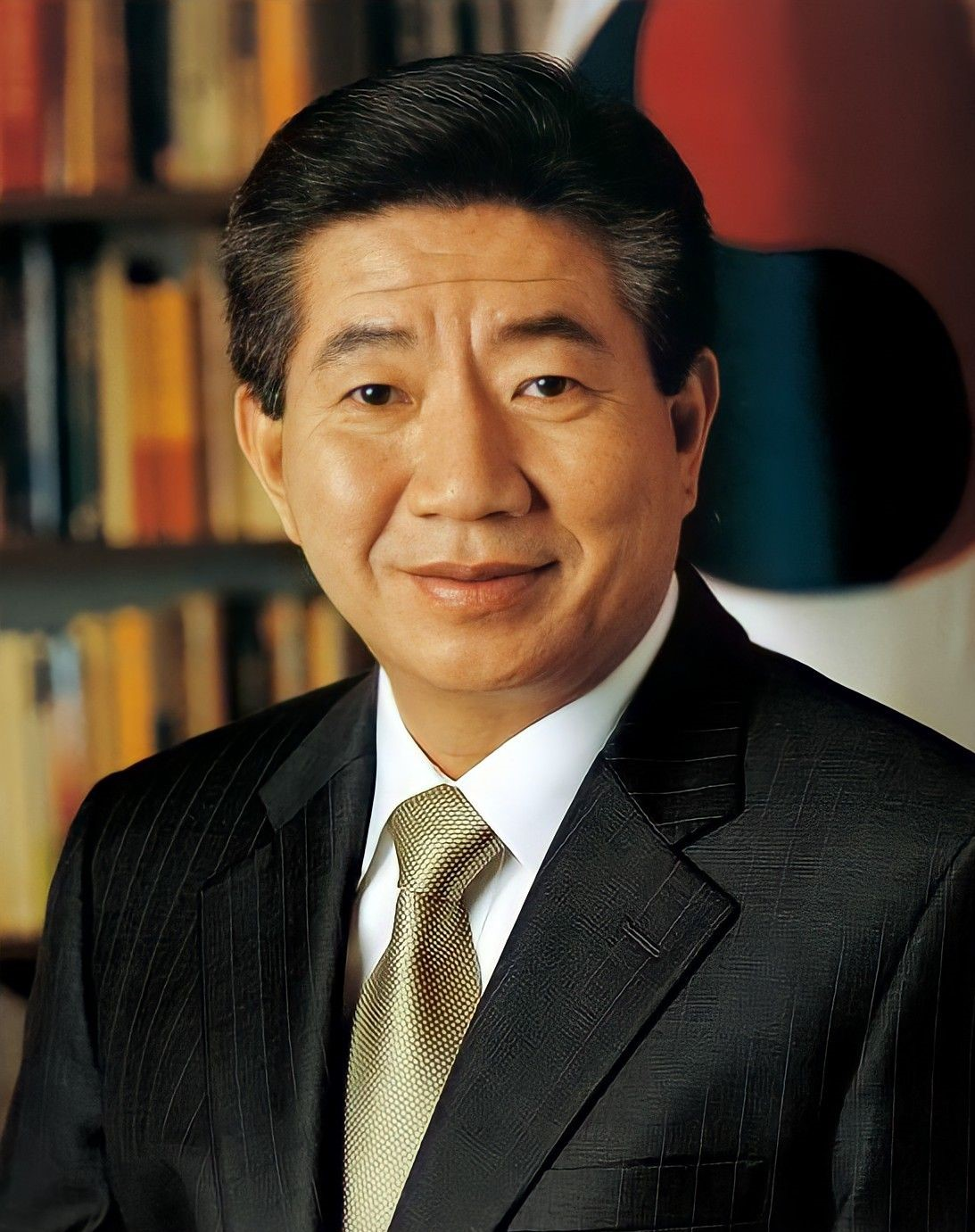
9-й: Но Му Хьон (2003–2008)
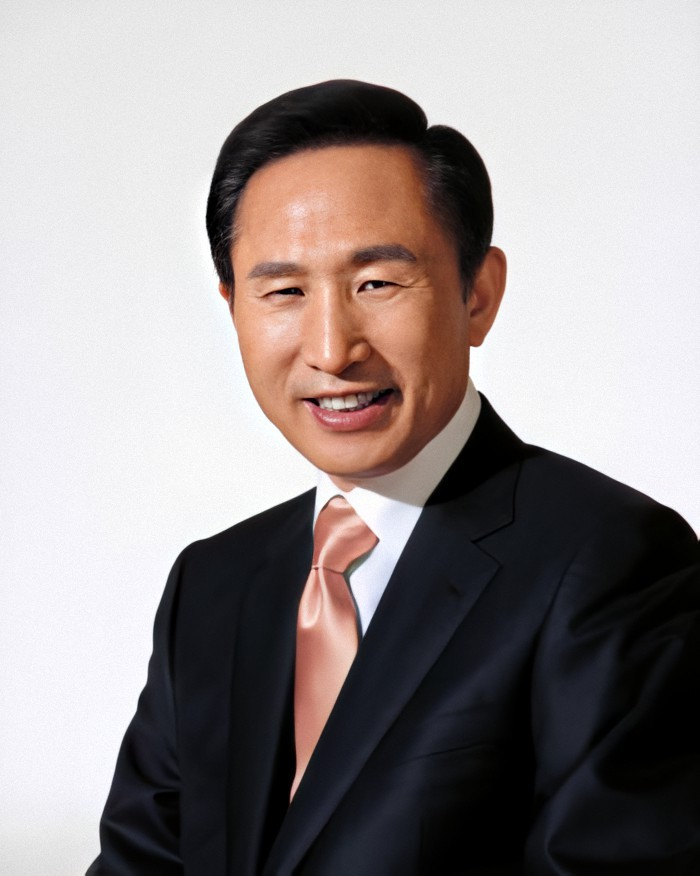
10-й: Лі Мьон Бак (2008–2013)
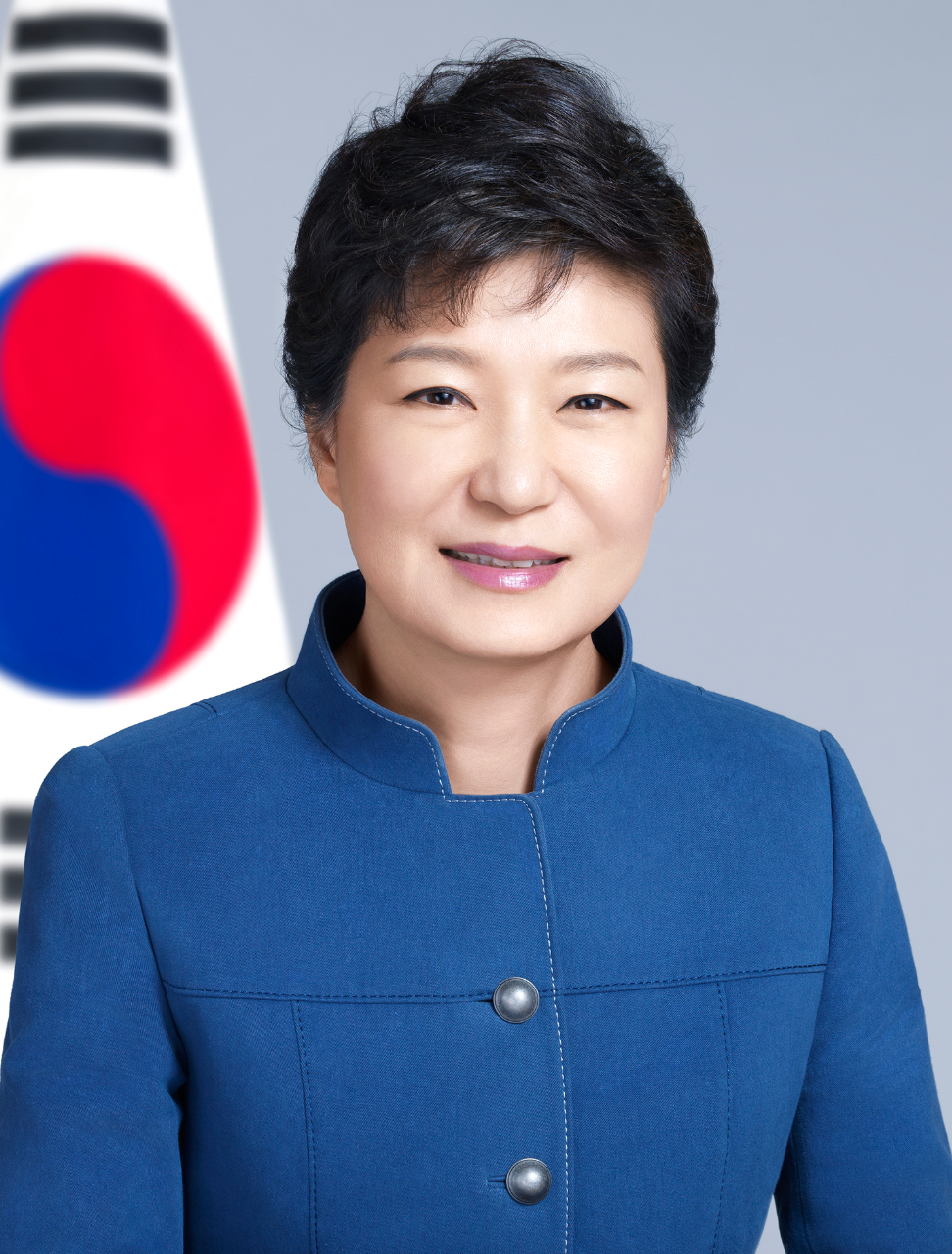
11-й: Пак Кин Хє (2013–2017)
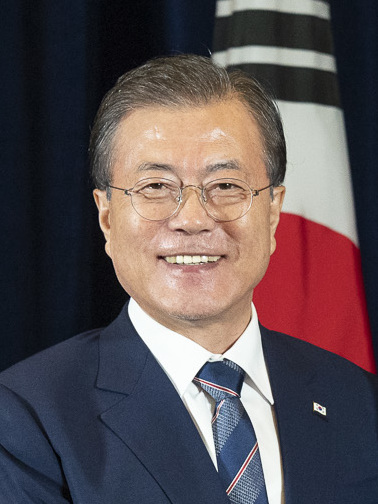
12-й: Мун Чже Ін (2017–2022)
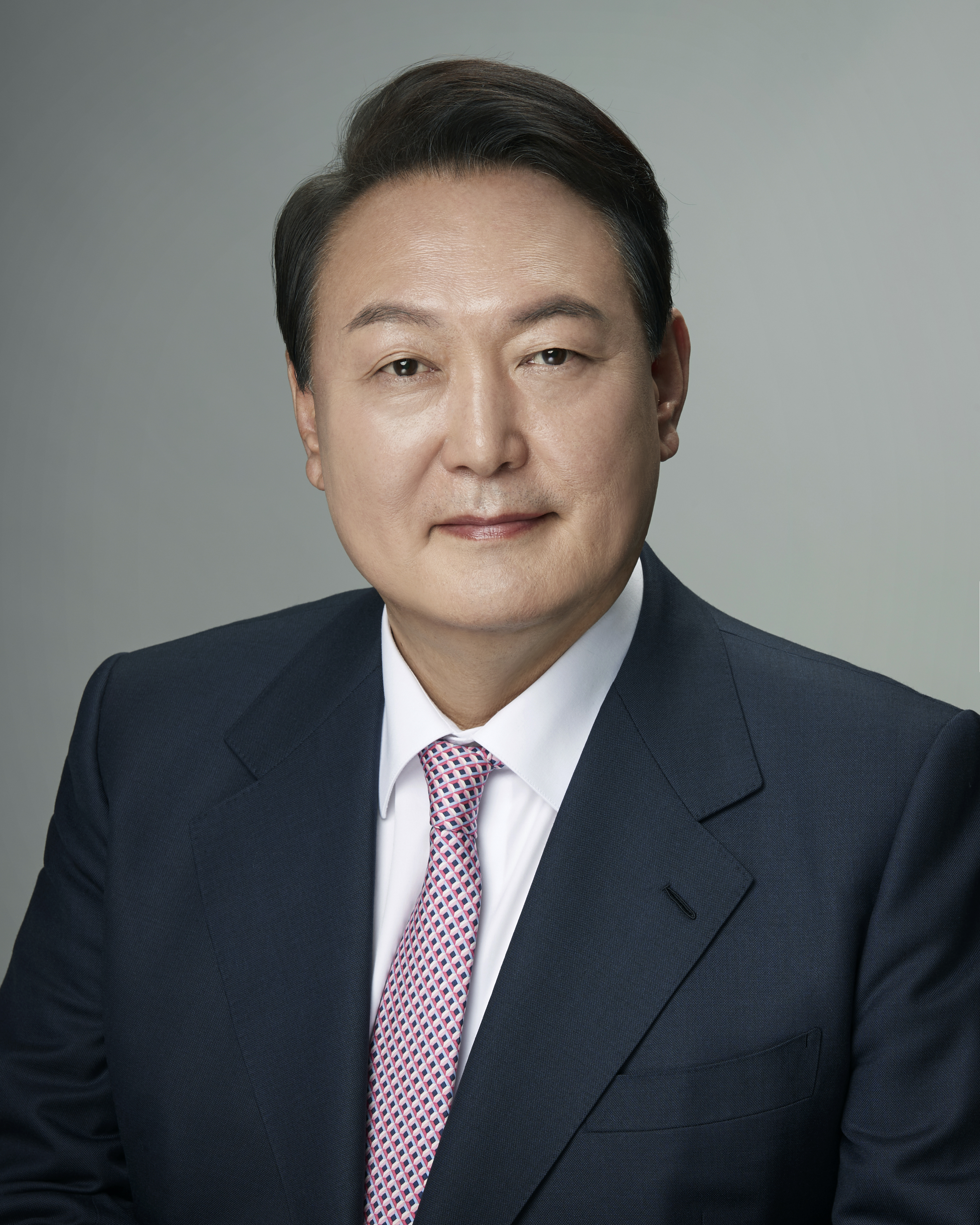
13-й: Юн Сок Йоль (2022–2025)
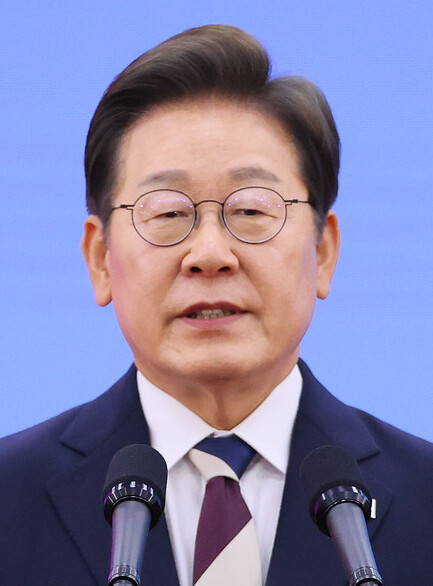
14-й: Лі Чже Мьон (з 2025)